# Tectaria chaconiana
Tectaria chaconiana är en ormbunkeart som beskrevs av A. Rojas. Tectaria chaconiana ingår i släktet Tectaria och familjen Tectariaceae. Inga underarter finns listade.